# Moravská Nová Ves
Moravská Nová Ves é uma comuna checa localizada na região de Morávia do Sul, distrito de Břeclav‎.